# ابنی ماو
ابُنی ماو (به انگلیسی: Ebony Maw) یک شخصیت خیالی ابرشرور در کتاب‌های کامیک منتشر شده توسط مارول کامیکس است. او عضو برجسته فرقه سیاه است، تیمی متشکل از بیگانه‌هایی که برای شخصیت بد ذات تانوس کار می‌کنند.
ابنی ماو در فیلم‌های دنیای سینمایی مارول از جمله انتقام‌جویان: جنگ ابدیت (۲۰۱۸) و انتقام‌جویان: پایان بازی (۲۰۱۹) به عنوان یکی از فرزندان تانوس حضور داشت. تام ون لالور از طریق فناوری ضبط صدا و حرکت نقش او را ایفا کرد.

## توانایی‌ها و قدرت‌ها
ضریب هوشی ابنی ماو در حد نوابغ است. او عمدتاً با توانایی‌های سطح بالای خود در دستکاری، هوشش را نشان می‌دهد. دربارهٔ او گفته‌اند که «با زبان سیاهش هرجا که می‌رود، آنجا را پر از شرارت و بدی می‌کند». مهارت‌های ابنی ماو در دستکاری نتیجه صدای ابرانسانی و مجاب کننده اش است که باعث می‌شود حتی قوی‌ترین ذهن‌ها مثل دکتر استرنج را کنترل کند.
به علاوه او از فناوری‌های مرتبط با دورنوردی و تولید میدان نیرو استفاده می‌کند.